# بيل ميلر (سياسي)
بيل ميلر (بالإنجليزية: Bill Miller)‏ هو نقابي وسياسي بريطاني، ولد في 22 يوليو 1954. حزبياً، نشط في حزب العمال.

## مناصب
- في انتخابات البرلمان الأوروبي 1994، انتخب عضو في البرلمان الأوروبي عن دائرة Glasgow (European Parliament constituency) [الإنجليزية]‏ لترشحه ضمن قائمة حزب العمال، وقد انضم خلال فترته النيابية (19 يوليو 1994 – 19 يوليو 1999) للكتلة البرلمانية التحالف التقدمي للاشتراكيين والديمقراطيين.
- في انتخابات البرلمان الأوروبي 1999، انتخب عضو في البرلمان الأوروبي عن دائرة إسكتلندا [الإنجليزية]‏ لترشحه ضمن قائمة حزب العمال، وقد انضم خلال فترته النيابية (20 يوليو 1999 – 19 يوليو 2004) للكتلة البرلمانية التحالف التقدمي للاشتراكيين والديمقراطيين.
- انتخب عضو في البرلمان الأوروبي (20 يوليو 1999 – 19 يوليو 2004).
- انتخب عضو في البرلمان الأوروبي (19 يوليو 1994 – 19 يوليو 1999).